# Schyroke
Schyroke (ukrainisch Широке; russisch Широкое Schirokoje) ist eine Siedlung städtischen Typs in der ukrainischen Oblast Dnipropetrowsk mit 10.000 Einwohnern (2019). Der Ort, der im 18. Jahrhundert aus einem Verwaltungssitz der Saporoger Kosaken entstand, war bis Juli 2020 das administrative Zentrum des Rajons Schyroke und besitzt seit 1938 den Status einer Siedlung städtischen Typs.

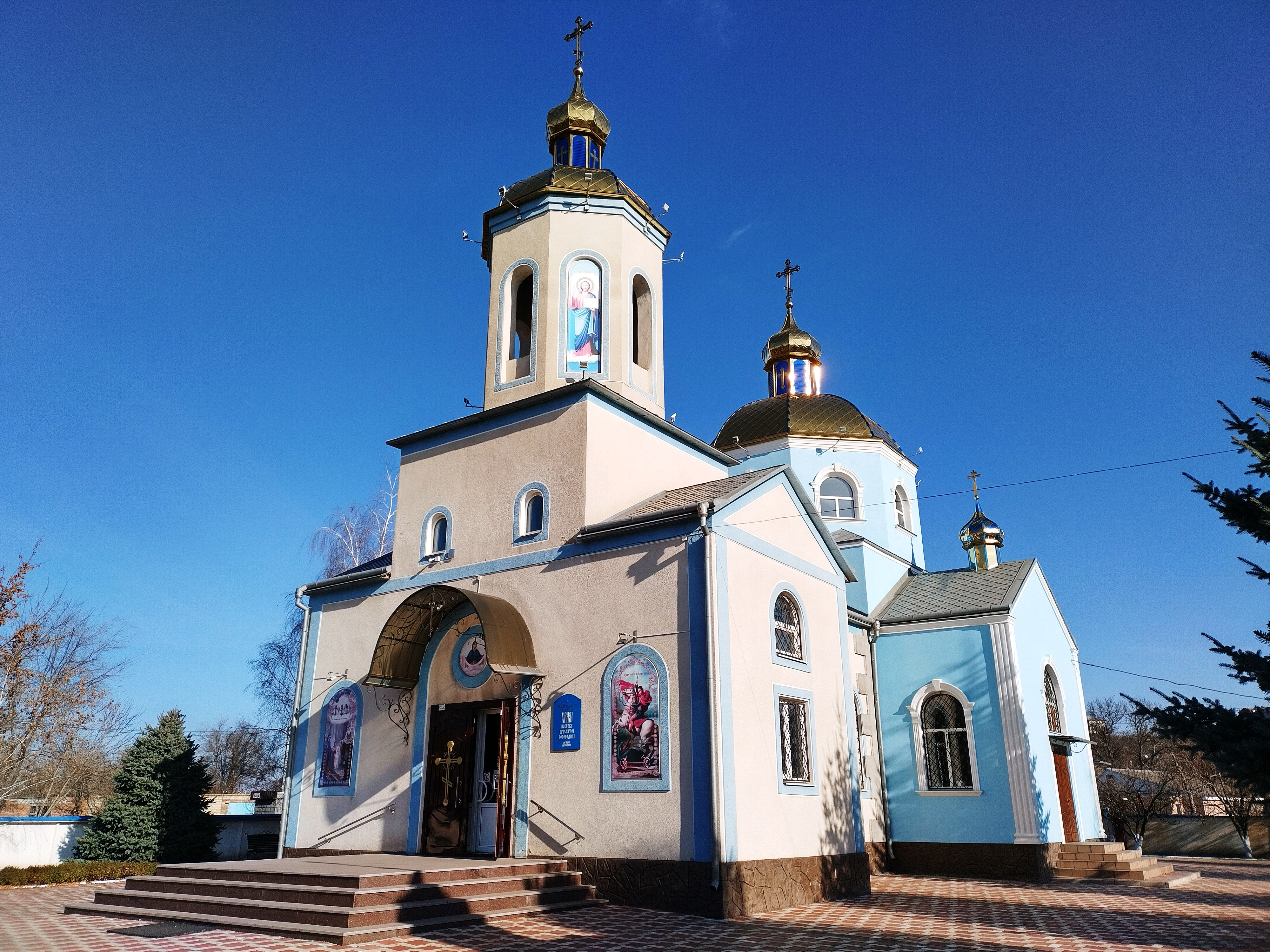
Mariäschutz-Kirche im Ort

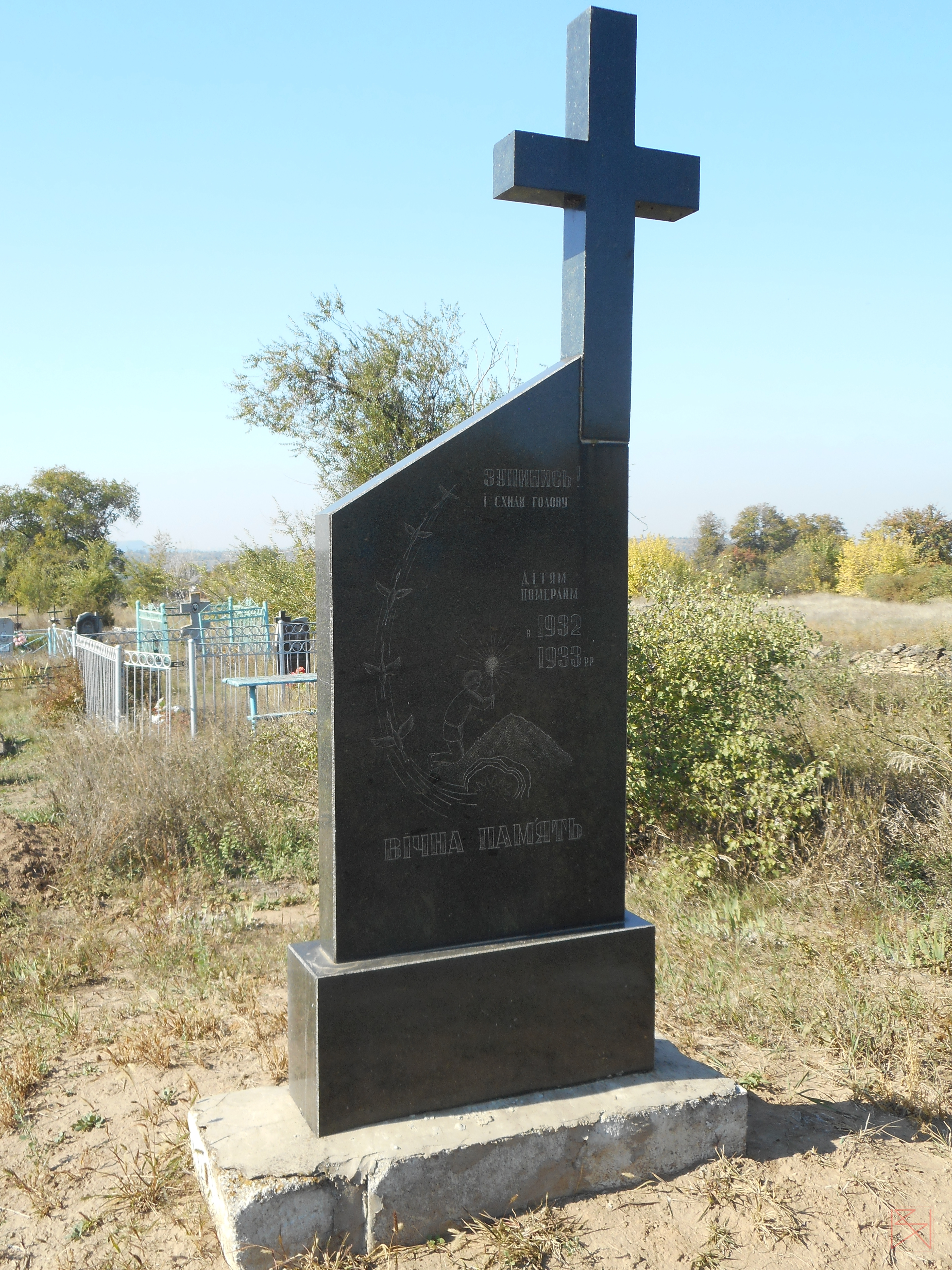
Denkmal für die Kinder des Waisenhauses, die dem Holodomor zum Opfer fielen

## Geographie
Schyroke liegt am Inhulez, einem Nebenfluss des Dnepr 20 km südlich von Krywyj Rih, 46 km westlich von Apostolowe und 176 km südwestlich des Oblastzentrums Dnipro.

### Verwaltungsgliederung
Am 28. April 2017 wurde die Siedlung zum Zentrum der neugegründeten Siedlungsgemeinde Schyroke (Широківська селищна громада/Schyrokiwska selyschtschna hromada). Zu dieser zählen auch die 15 in der untenstehenden Tabelle aufgelisteten Dörfer, bis dahin bildete sie die gleichnamige Siedlungsratsgemeinde Schyroke (Широківська селищна рада/Schyrokiwska selyschtschna rada) im Zentrum des Rajons Schyroke.
Am 17. Juli 2020 kam es im Zuge einer großen Rajonsreform zum Anschluss des Rajonsgebietes an den Rajon Krywyj Rih.
Folgende Orte sind neben dem Hauptort Schyroke Teil der Gemeinde:
| Name                               | Name                   | Name                                               |
| ukrainisch transkribiert           | ukrainisch             | russisch                                           |
| ---------------------------------- | ---------------------- | -------------------------------------------------- |
| Blahodatne (bis 2016 Tschapajewka) | Благодатне (Чапаєвка)  | Благодатное (Blagodatnoje)/Чапаевка (Tschapajewka) |
| Datschne                           | Дачне                  | Дачное (Datschnoje)                                |
| Hanniwka                           | Ганнівка               | Анновка (Annowka)                                  |
| Hryhoriwka                         | Григорівка             | Григоровка (Grigorowka)                            |
| Koschowe                           | Кошове                 | Кошевое (Koschewoje)                               |
| Nadija                             | Надія                  | Надия (Nadija)                                     |
| Nowokurske                         | Новокурське            | Новокурское (Nowokurskoje)                         |
| Nowoukrajinka                      | Новоукраїнка           | Новоукраинка (Nowoukrainka)                        |
| Odradne                            | Одрадне                | Отрадное (Otradnoje)                               |
| Oleniwka                           | Оленівка               | Оленовка (Olenowka)                                |
| Podydar                            | Подидар                | Подыдар                                            |
| Saporischschja                     | Запоріжжя              | Запорожье (Saporoschje)                            |
| Schestirnja                        | Шестірня               | Шестерня (Schesternja)                             |
| Spaske (bis 2016 Swerdlowske)      | Спаське (Свердловське) | Спасское (Spasskoje)/Свердловское (Swerdlowskoje)  |
| Wessela Datscha                    | Весела Дача            | Весёлая Дача (Wessjolaja Datscha)                  |

## Bevölkerung
| 1959  | 1970   | 1979   | 1989   | 2001   | 2012   | 2019   |
| ----- | ------ | ------ | ------ | ------ | ------ | ------ |
| 8.513 | 10.620 | 11.356 | 11.722 | 11.342 | 10.222 | 10.048 |

Quelle: 1959–2001, 2019;
2012